# Zámolyi-csatorna
A Zámolyi-csatorna a Mosoni-síkon, a Kisalföldön ered, Győr-Moson-Sopron vármegyében. A patak forrásától kezdve északkeleti irányban halad, majd Győrzámoly északkeleti határánál eléri a Mosoni-Dunát.

## Part menti települések
- Győrzámoly
- Győrladamér